# Joy Giovanni
Joy Giovanni (Boston, 20 januari 1978) is een Amerikaans actrice, model en professioneel worstelvalet die vooral bekend is van haar tijd bij World Wrestling Entertainment op SmackDown!, van 2004 tot 2005.

## World Wrestling Entertainment
In de zomer van 2004, nam Giovanni deel aan Diva Search, de talentenjacht van WWE, en was een van de tien finalisten. Op 13 september 2004 werd Giovanni uitgeschakeld en eindigde op de derde plaats. Christy Hemme won de competitie en kreeg een WWE-contract, maar sommige finalisten, zoals Giovanni, kregen van de WWE ook een contract.
Op 18 november 2004, debuteerde Giovanni op SmackDown! als "massagetherapeute". Op No Way Out 2005 won Giovanni het "Rookie Diva of the Year" nadat ze de wedstrijd won van Michelle McCool, Rochelle Loewen en Lauren Jones. In de zomer van 2005 was haar WWE-contract afgelopen en verliet ze de WWE.
In 2009 keerde ze eenmalig terug op WrestleMania XXV om deel te nemen aan de 25-Divas Battle Royal om de eerste winnares van Miss WrestleMania bekend te maken.

## In het worstelen
- Kenmerkende bewegingen
  - Slap
  - Throat thrust

- Worstelaars waarvan Giovanni de manager was
  - Big Show

- Opkomstnummers
  - "Only Love Can Do It" van Jim Wolfe

## Prestaties
- World Wrestling Entertainment
  - Rookie Diva of the Year (2005)